# FC Volga (Tver)
El FC Volga de Tver (del ruso: ФК «Волга» Тверь) es un club de fútbol ruso de la ciudad de Tver, fundado el 8 de marzo de 1957. El club disputa sus partidos como local en el estadio Khimik y juega en la segunda división, el tercer nivel en el sistema de ligas ruso.

## Jugadores
Actualizado al 6 de septiembre de 2012, según RFS (enlace roto disponible en Internet Archive; véase el historial, la primera versión y la última)..